# Massif de Konder
Le massif de Konder (en russe : горы Кондёр, gory Kondior) est une intrusion circulaire située dans l'Est de la Russie. Il se trouve à environ 600 km à l'ouest-sud-ouest d'Okhotsk et environ 570 km au sud-est de Iakoutsk d'où une route y conduit en passant par Amga. Ce site géologique remarquable est riche en minéraux rares. Il abrite une importante mine de platine, métal dont la valeur économique et la demande sont en croissance.

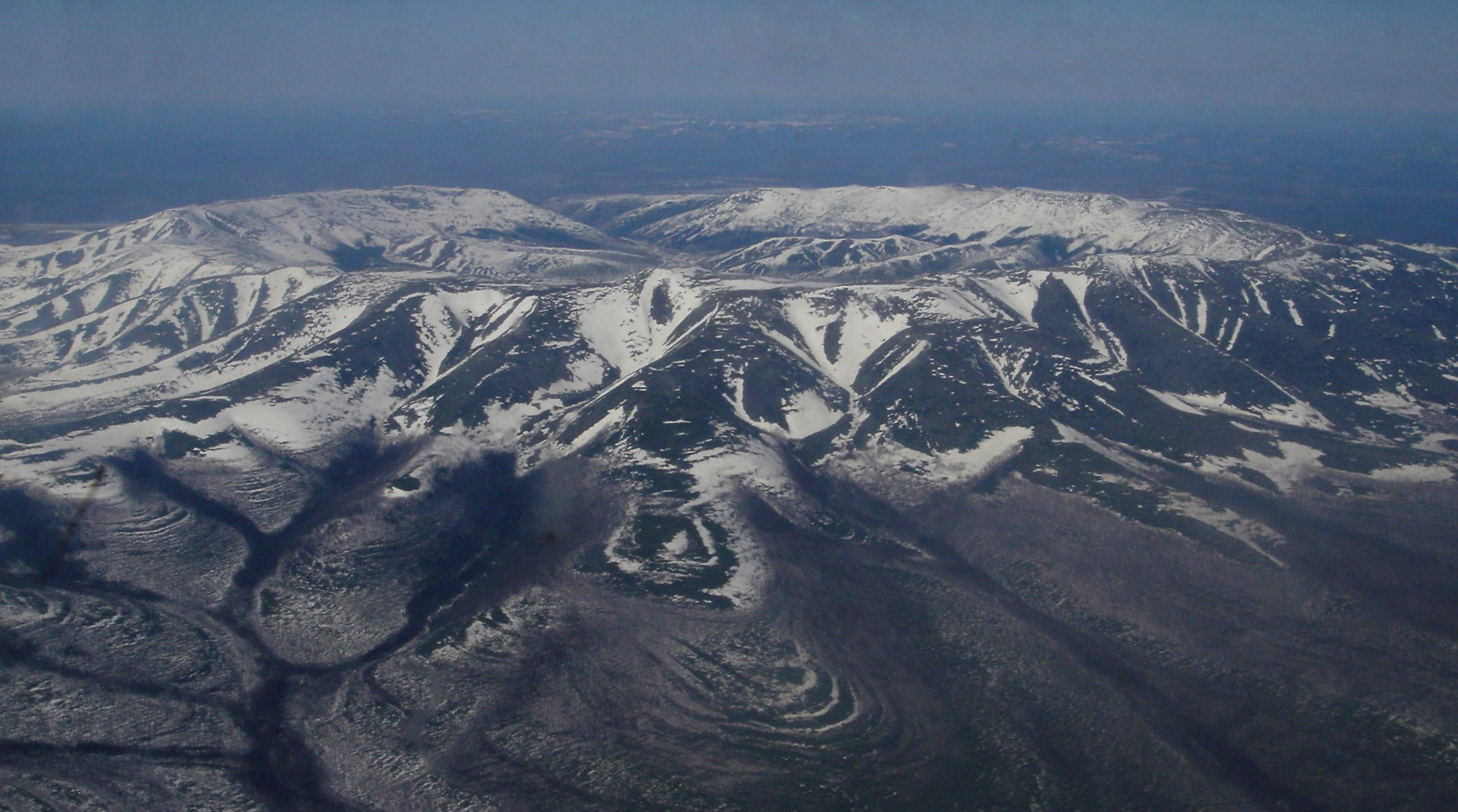
Vue aérienne depuis le sud.

## Géologie
Contrairement à ce qu'avancent d'anciennes hypothèses, le massif de Konder n'est ni un cratère d’origine volcanique (une caldeira), ni le  cratère d'impact d'une météorite, mais un dyke composé de roches profondes, formées à des milliers de mètres sous la surface, riches en minerais rares, et mises à nu par l'érosion au terme d'un processus d'environ un million d'années.

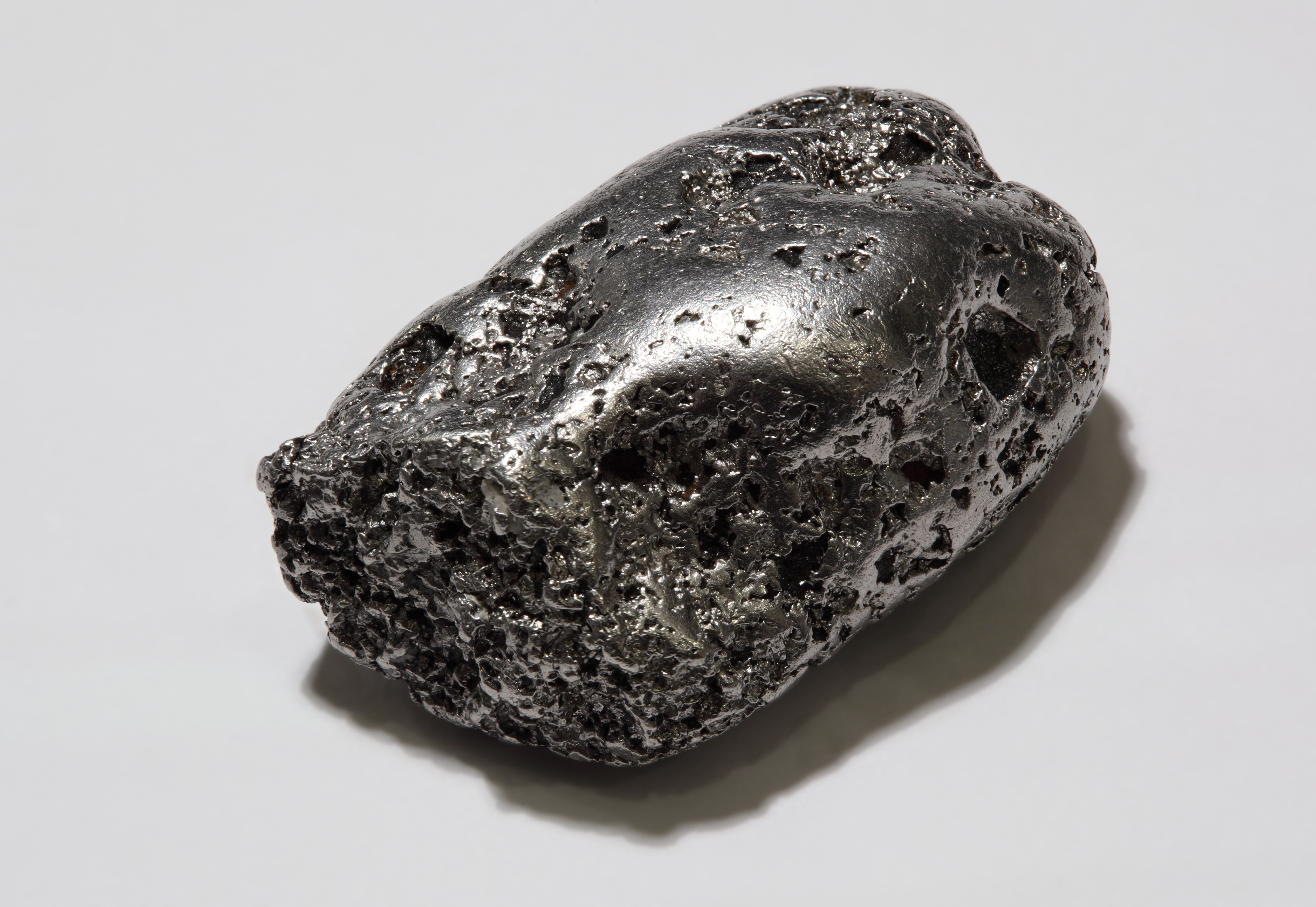
Pépite de platine provenant du massif de Konder.

Ce pluton constitue l'un des plus riches gisements de platine de Russie. Outre plusieurs autres métaux précieux comme l'or à l'état natif, l'argent, l'iridium et l'osmium, on y a découvert quantité de roches rares : erlichmanite, hollingworthite, laurite, monticellite, des tétra-auricuprides et des zvyagintsévites ainsi que quelques gemmes comme la spinelle et la titanite.
Au total, on a dénombré (à la mi-2017) 80 minéraux différents sur le massif de Konder. C'est d'ailleurs le site de référence pour la bortnikovite, la cuproiridsite, la ferhodsite, la ferrorhodsite et la kondérite.